# Estland i olympiska vinterspelen 1998
Estland deltog med 20 deltagare vid de olympiska vinterspelen 1998 i Nagano. Ingen av landets deltagare erövrade någon medalj.